# Osiedle Kościuszki (Głogów)

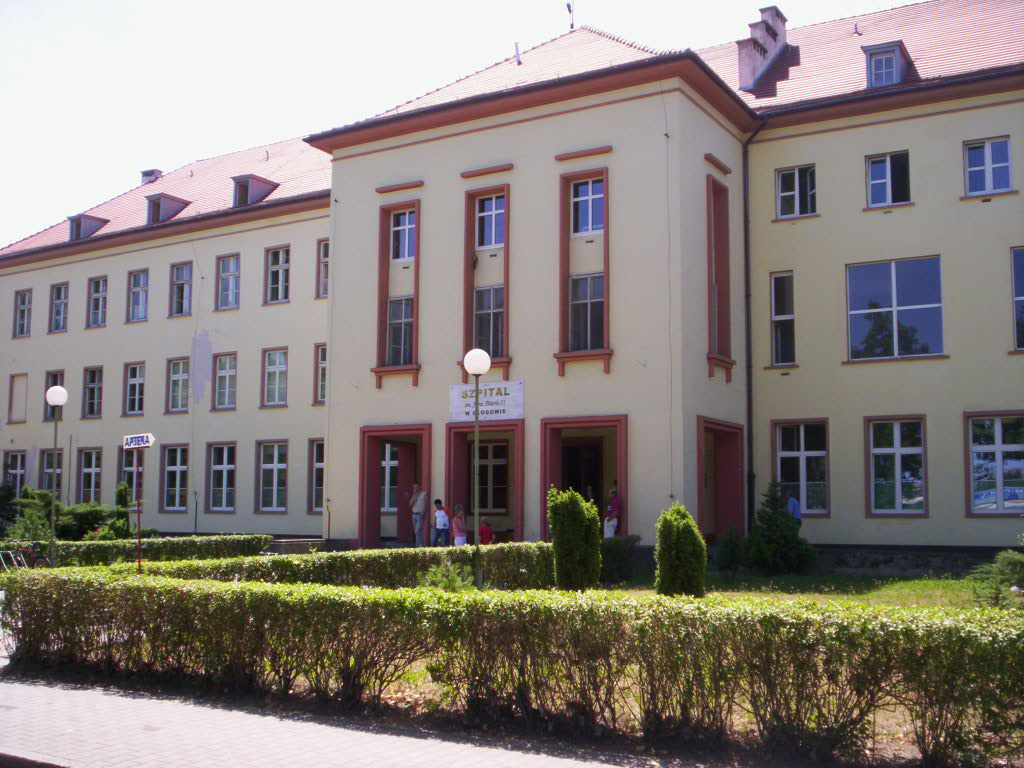
Szpital im. Jana Pawła II

Osiedle Kościuszki w Głogowie – osiedle mieszkaniowe na terenie Głogowa.
Nazwa osiedla pochodzi od generała Tadeusza Kościuszki. Większość nazw ulic na dzielnicy poświęconych jest wybitnym Polakom. Na terenie osiedla znajduje się między innymi Szpital im. Jana Pawła II w Głogowie oraz nowoczesna przychodnia medyczna. 
Duży obszar osiedla zajmowany jest przez ogródki działkowe "Konwalia". 

## Edukacja
- Szkoła Podstawowa nr 6 im. Tadeusza Kościuszki

## Główne ulice
- Fryderyka Chopina
- Jana Długosza
- Mikołaja Gomółki
- Wincentego Kadłubka
- Jana Kochanowskiego
- Legnicka
- Polna
- Mikołaja Reja
- Karola Szymanowskiego
- Tadeusza Kościuszki
- Józefa Wybickiego

## Granice osiedla
- Północ - Chrobry
- Południe - Kopernik
- Wschód - Hutnik
- Zachód - Brzostów

## Komunikacja miejska
Na osiedle Kościuszki można dojechać autobusami KM Głogów następującymi liniami:
- 1 - Piastów - Kopernik
- 4 - Piastów - Kopernik
- 8 - Piastów - Dworzec PKS
- 9 - Dworzec PKS - Kopernik